# Frances Fisher

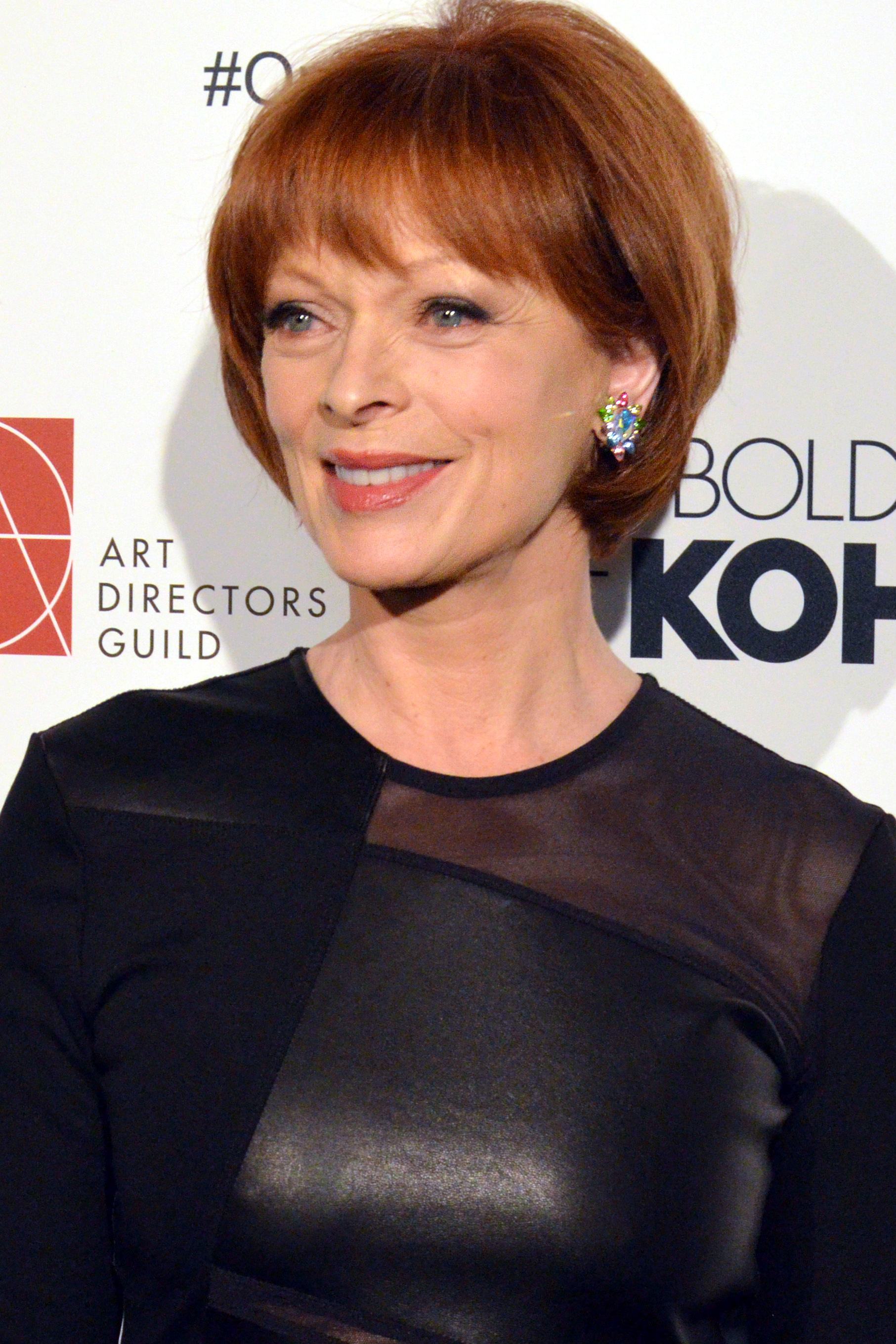
Frances Fisher (2014)

Frances Fisher (* 11. Mai 1952 in Milford on Sea) ist eine britisch-amerikanische Theater- und Filmschauspielerin. Zu ihren bekanntesten Rollen gehört die der Ruth DeWitt-Bukater im Katastrophenfilm Titanic. 

## Leben und Karriere
Fisher wurde 1952 im späteren New Forest District in der südenglischen Grafschaft Hampshire geboren. Ihr Vater arbeitete an der Konstruktion von Ölraffinerien mit, so dass sie gezwungen war, oft umzuziehen, bis sie in der 7. Klasse war. Danach blieb ihre Familie in Orange, Texas. Mit der Schauspielerei begann sie am Barter Theatre in Abingdon, Virginia. Fisher studierte zusammen mit Stella Adler. 
Sie verbrachte 14 Jahre hauptsächlich in New York City und spielte dort Hauptrollen in über 30 Theaterstücken von Autoren wie John Arden, Noël Coward, Eugene O’Neill, Joe Orton, Sam Shepard, William Shakespeare, Eudora Welty und Tennessee Williams.
Sie gewann für ihre Rolle in der amerikanischen Premiere von Caryl Churchills Three More Sleepless Nights einen Drama Desk Award und wirkte ebenfalls in den USA in der ersten Vorstellung von Judith Thompsons The Crackwalker. Weiterhin spielte sie Rollen in The Chain von Elia Kazan und in Arthur Millers letztem Stück Finishing the Picture. Hinzu kamen Rollen in bekannten Theaterstücken wie 1984 nach George Orwell und Der Glöckner von Notre-Dame von Victor Hugo. 
Einem weltweiten Publikum wurde Fisher durch ihre Rolle als Ruth DeWitt-Bukater, der Mutter von Rose, in dem Katastrophenfilm Titanic von James Cameron bekannt. In der 2. Staffel der Serie Becker spielte sie die Freundin der Hauptfigur, dargestellt von Ted Danson. 2006 kehrte sie auf die Theaterbühne im Mark Taper Forum in Los Angeles zurück und spielte dort in The Cherry Orchard von Tschechow.
Fisher war von 1970 bis 1972 mit Billy Mack Hamilton verheiratet. 1993 wurde ihre Tochter Francesca Fisher-Eastwood geboren, deren Vater der Schauspieler und Regisseur Clint Eastwood ist.

## Filmografie

### Filme
- 1983: Weiß sie, wie man Kuchen backt? (Can She Bake a Cherry Pie?)
- 1987: Das gebrochene Gelübde (Broken Vows, Fernsehfilm)
- 1987: Harte Männer tanzen nicht (Tough Guys Don’t Dance)
- 1987: Heart of a Champion (Heart)
- 1988: Patty (Patty Hearst)
- 1988: Was für ein wundervolles Leben... ? (Bum Rap)
- 1988: Big
- 1989: Roadhome
- 1989: Pink Cadillac
- 1989: Skandal in Cold Sassy (Fernsehfilm)
- 1990: Sudie und Simpson (Sudie and Simpson, Fernsehfilm)
- 1990: Keine Zeit für Tränen (A Promise to Keep, Fernsehfilm)
- 1990: Ein Mädchen namens Dinky (Welcome Home, Roxy Carmichael)
- 1991: L.A. Story
- 1991: Lucy & Desi – Blick hinter die Kulissen (Lucy & Desi: Before the Laughter, Fernsehfilm)
- 1991: Cobra Attack (Frame Up)
- 1992: Erbarmungslos (Unforgiven)
- 1992: Devlin – Blutige Intrige (Devlin, Fernsehfilm)
- 1993: Tödliche Gottesanbeterin (Praying Mantis, Fernsehfilm)
- 1993: Angriff der 20-Meter-Frau (Attack of the 50 Ft. Woman, Fernsehfilm)
- 1994: Babyfever
- 1994: Molly & Gina
- 1994: Tödliches Spiel (Frame-Up II: The Cover-Up)
- 1995: The Other Mother: A Moment of Truth Movie (Fernsehfilm)
- 1995: Der wunderliche Mr. Cox (The Stars Fell on Henrietta)
- 1995: The Whiskey Heir (Kurzfilm)
- 1996: O. Henry’s Christmas (Fernsehfilm)
- 1996: Striptease
- 1996: Female Perversions
- 1997: Do Me a Favor
- 1997: Titanic
- 1997: Wild America
- 1999: Der große Mackenzie (The Big Tease)
- 1999: Ein wahres Verbrechen (True Crime)
- 1999: Traffic (Fernsehfilm)
- 2000: Nur noch 60 Sekunden (Gone in 60 Seconds)
- 2000: The Audrey Hepburn Story (Fernsehfilm)
- 2000: Jackie Bouvier Kennedy Onassis (Fernsehfilm)
- 2001: The Rising Place
- 2001: Passion and Prejudice (Fernsehfilm)
- 2002: Blue Car – Poesie des Sommers (Blue Car)
- 2003: Haus aus Sand und Nebel (House of Sand and Fog)
- 2004: Laws of Attraction
- 2005: Mrs. Harris – Mord in besten Kreisen (Mrs. Harris, Fernsehfilm)
- 2006: The Night of the white Pants
- 2007: Im Tal von Elah (In the Valley of Elah)
- 2007: Sex and Death 101
- 2007: Operation: Kingdom (The Kingdom)
- 2007: My Sexiest Year
- 2008: Jolene
- 2008: A Single Woman
- 2008: To Love and Die (Fernsehfilm)
- 2009: The Perfect Game
- 2010: Backyard Wedding (Fernsehfilm)
- 2010: Janie Jones
- 2010: Golf in the Kingdom
- 2011: The Roommate
- 2011: Sedona
- 2011: Der Mandant (The Lincoln Lawyer)
- 2011: Grow Up Already (Kurzfilm)
- 2011: Partners (Fernsehfilm)
- 2012: The Perfect Fit (Kurzfilm)
- 2012: The Silent Thief
- 2012: Any Day Now
- 2012: Beverly Hills Chihuahua 3
- 2012: The Seven Year Hitch (Fernsehfilm)
- 2012: Pandora’s Box (Kurzfilm)
- 2012: Retribution (Fernsehfilm)
- 2013: Ein Kandidat zum Verlieben (The Makeover, Fernsehfilm)
- 2013: Seelen (The Host)
- 2013: Plush
- 2013: Red Wing
- 2014: The M Word
- 2014: Das Glück an meiner Seite (You’re Not You)
- 2015: Die Frau in Gold (Woman in Gold)
- 2018: Das Rennen des Lebens (Run the Race)
- 2018: Marrying Mr. Darcy (Fernsehfilm)
- 2020: Holidate
- 2021: This Is Not a War Story
- 2021: Grace and Grit
- 2021: Awake
- 2023: On Sacred Ground
- 2023: Reptile
- 2023: The King Tide
- 2024: Desert Road
- 2024: Rust

### Fernsehserien
- 1976–1980: The Edge of Night (53 Folgen)
- 1985: Die Springfield Story (The Guiding Light, 2 Folgen)
- 1986–1987: Der Equalizer (The Equalizer, 3 Folgen)
- 1988: Roseanne (1 Folge)
- 1989: Newhart (1 Folge)
- 1989: Matlock (2 Folgen)
- 1989: CBS Summer Playhouse (1 Folge)
- 1989: In der Hitze der Nacht (In the Heat of the Night, 1 Folge)
- 1991: The Young Riders (1 Folge)
- 1993: Law & Order (Fernsehserie, Folge 3x18)
- 1993: Crime & Punishment (1 Folge)
- 1995–1996: Strange Luck – Dem Zufall auf der Spur (Strange Luck, 17 Folgen)
- 1999: Outer Limits – Die unbekannte Dimension (The Outer Limits, 1 Folge)
- 1999–2000: Becker (5 Folgen)
- 2000–2001: Titus (1 Folgen)
- 2001: Akte X – Die unheimlichen Fälle des FBI (The X-Files, 1 Folge)
- 2002: Glory Days (9 Folgen)
- 2003: The Lyon’s Den (5 Folgen)
- 2004: Boston Legal (1 Folge)
- 2005: Emergency Room – Die Notaufnahme (ER, Folge 11x14 Just as I Am)
- 2005: Medium – Nichts bleibt verborgen (Medium, 1 Folge)
- 2006: Laws of Chance (1 Folge)
- 2006: Grey’s Anatomy (Folge 2x24 Damage Case)
- 2007: Saving Grace (1 Folge)
- 2008: October Road (1 Folge)
- 2008: Cold Case – Kein Opfer ist je vergessen (Cold Case, Folge 5x17 Slipping)
- 2008: Eureka – Die geheime Stadt (Eureka, 8 Folgen)
- 2008: The Shield – Gesetz der Gewalt (The Shield, 4 Folgen)
- 2009: The Mentalist (Folge 2x05 Red Scare)
- 2010: Private Practice (Folge 3x21 War)
- 2010: Two and a Half Men (Folge 7x18 Ixnay on the Oggie Day)
- 2010: The Good Guys (1 Folge)
- 2010: Sons of Anarchy (1 Folge)
- 2011: The Whole Truth (1 Folge)
- 2011: Zeit der Sehnsucht (Days of Our Lives, 2 Folgen)
- 2011: Torchwood (2 Folgen)
- 2011: CSI: Den Tätern auf der Spur (CSI: Crime Scene Investigation, 1 Folge)
- 2012: The Unknown (1 Folge)
- 2012: A Gifted Man (1 Folge)
- 2012: Childrens Hospital (1 Folge)
- 2013: Touch (5 Folgen)
- 2014: Castle (Folge 6x14 Dressed to Kill)
- 2014: Rectify (1 Folge)
- 2014: The Killing (2 Folgen)
- 2014–2015: Resurrection (21 Folgen)
- 2015: The Expanse (Fernsehserie, 1 Folge)
- 2016: Criminal Minds (2 Folgen)
- 2019: The Rookie (3 Folgen)
- 2019: Watchmen (5 Folgen)
- 2021: The Sinner (8 Folgen)

## Auszeichnungen/Nominierungen
Frances Fisher ist Mitglied auf Lebenszeit im legendären „Actors Studio“. Bei den Screen Actors Guild Awards 1998 wurde sie mit ihren Kollegen in der Kategorie Beste Leistung eines Schauspieler-Ensembles (Titanic) nominiert.